# Columbus (Wisconsin)
Columbus és una ciutat del Comtat de Columbia (Wisconsin) als Estats Units d'Amèrica.

## Demografia
Segons el cens del 2008 tenia 5.093 habitants. Segons el cens del 2000, Columbus tenia 4.479 habitants, 1.843 habitatges, i 1.194 famílies. La densitat de població era de 433,4 habitants per km².
Dels 1.843 habitatges en un 32% hi vivien nens de menys de 18 anys, en un 52% hi vivien parelles casades, en un 9% dones solteres, i en un 35,2% no eren unitats familiars. En el 31,4% dels habitatges hi vivien persones soles el 14,1% de les quals corresponia a persones de 65 anys o més que vivien soles. El nombre mitjà de persones vivint en cada habitatge era de 2,37 i el nombre mitjà de persones que vivien en cada família era de 2,98.
Per edats la població es repartia de la següent manera: un 26% tenia menys de 18 anys, un 6,6% entre 18 i 24, un 29,9% entre 25 i 44, un 20,2% de 45 a 60 i un 17,3% 65 anys o més.
L'edat mediana era de 38 anys. Per cada 100 dones de 18 o més anys hi havia 87,1 homes.
La renda mediana per habitatge era de 42.667$ i la renda mediana per família de 52.604$. Els homes tenien una renda mediana de 36.518$ mentre que les dones 22.891$. La renda per capita de la població era de 21.435$. Aproximadament el 3,7% de les famílies i el 5,4% de la població estaven per davall del llindar de pobresa.

## Poblacions properes
El següent diagrama mostra les poblacions més properes.